# موسيقى يابانية
تعرف الموسيقى اليابانية اليوم في كل أنحاء العالم بتنوعها من الموسيقى التقليدية، والمعاصرة من روك، بوب، ميتال، سالسا، هيب هوب وغيرها. كلمة موسيقى في اللغة اليابانية هي (音楽) تلفظ «أونغاكو»، حيث الحرف الأول 音 يلفظ «أون» ويعني «الصوت»، والحرف الثاني 楽 يلفظ «غاكو» ويعني «المرح».

## الموسيقى التقليدية اليابانية
هناك العديد من أنماط الموسيقى التقليدية في اليابان. أقدمها ما يعرف باسم شوميو أو الإنشاد البوذي، غاغاكو (الفرق الموسيقية) وكلاهما يعود إلى فترة نارا وفترة هييآن. كانت موسيقى غاغاكو تعزف في القاعة الإمبراطورية في فترة هييآن.
يوجد أيضاً المسارح الموسيقية التي ظهرت في العصور اليابانية القديمة. نو (能) هو أحد أشهر المسارح الموسيقية اليابانية وقد تطور بشكل كبير في القرن الرابع عشر ليصبح من أرقى أنواع المسارح.
نوع آخر من المسارح اليابانية يدعى بونراكو (文楽)، وهو نوع من مسرح الدمى حيث تعود أصوله إلى فترة إيدو، وقد كان يصاحب بالعزف على آلة الشاميسين.
كان مسرح كابوكي الذي ازدهر أيضاً في فترة إيدو يصاحب بنوع غناء ناغا أوتا بالإضافة للعزف على آلة الشاميسين.

## الموسيقى الحديثة في اليابان
البوب الياباني jpop هي ثاني أكبر موسيقى في العالم في المبيعات والشعبية وهي الموسيقى التي قد تجد محبين لها في كل مكان من أنحاء العالم.
ولكن كيف اشتهرت البوب الياباني؟
كانت الانكا (الموسيقى اليابانية التقليدية) هي الموسيقى الوحيدة المعروفة لدى معظم اليابانيين في معظم القرن العشرين ولكن الحال تغير في السبعينات فقد أصبحت موسيقة البوب شائعة عند اليابانيين، وكانوا اليابانيون متأثرين كثيرا بالغرب في موسيقاهم ولكن تستطيع أن تشعر بلمستهم الفريدة والساحرة في خلق الموسيقى.
يومي ماتسوتويا Matsutouya Yumi كانت أول مغنية حديثة للبوب في السبعينيات اكتسبت شهرة واسعة في اليابان ولكن بالرغم من ذلك لم يكن البوب الياباني مشهورا في أنحاء آسيا حتى مع ظهور مغنيين مختلفين في السبعينات والثمانينات، البوب الياباني لم تعرف معنى العالمية الا بعد ظهور ملكة البوب الياباني في التسعينات نامئيه امورو Amuro Namie الذي حققت مبيعات هائلة في التسعينيات وشعبية لا مثيل لها.
منذ ظهور نامئية أمورو Amuro Namie الأول اعتمدت على أسلوب الموسيقى الأوروبي الراقص، وهذا الأسلوب اعتمد عليه معظم المغنيين في تلك الفترة وخصوصا عند الفرق الذي أنتجت من بعض الشركات مثل سماب Smap وتوكيو Tokio وفي سيكس V6 وماكس max.
في الفترة ما بين 1996 م و 1998 تغير أسلوب الموسيقى وأصبح أقل ميل للرقص وأكثر ميل للبوب وكثير من الفرق اشتهرت بهذا الأسلوب وأصبحت ذات شعبية عالية في اليابان مثل سبيد Speed, كينكي كيدز Kinki Kids, دا بامب Da Pump,ايفري ليتل ثينغ Every Little Thing وجلوب globe, ونامئية أموروا Amuro Namie أيضا تغير أسلوبها فأصبحت اغانيها تفتقر إلى موسيقى التكنو بعكس عما كانت في السابق.
في عام 1998 ظهرت فرقة كيرورو Kiroro وأصبحت مشهوره بأسلوبها الجديد الذي كانت تميل للأغاني الهادئة والعاطفية مع استخدام البيانو كآلة رئيسية لقد كان هذا الأسلوب مختلف وجديد في اليابان وهذا سبب شهرتهم.
في 1999 بدأت شهرة ملكة البوب الياباني التسعينيات نامئية أمورو Amuro Namie تنخفض وظهرت ملكة جديدة للبوب الياباني وهي أوتادا هيكاروا Utada Hikaru وظهرت مع أسلوب ار اند بي R&B مع تأثير أمريكي واضح في اغانيها، لقد ترعرعت منذ صغرها في مدينة نيويورك الأمريكية وهذا هو سبب تأثيرها أسلوبها كان مختلف وفريد في اليابان لأنه بدا مماثلا (ان لم يكن نفسه) للموسيقى الأمريكية، حققت اوتادا نجاح باهرا بعد نزول البومها الأول في الأسواق فقد بيع منه ما يقارب 10 ملايين نسخة في اليابان! وهو الآن يتصدر قمة أكثر الألبومات مبيعات في تاريخ اليابان على الإطلاق.
وفي نفس فترة ظهور أوتادا هيكارو Utada Hikaru ظهرت ملكة أخرى للبوب الياباني وهي ايومي هاماساكي Ayumi Hamasaki المعروفة بجمالها ووسع عينها وقد كانت منافسة قوية لأوتادا هيكارو Utada Hikaru وقد اعتمدت على أسلوب البوب والبوب روك في اغانيها وأصبحت أيضا مشهورة في مجال الأزياء فقد أصبحت المراهقات اليابانيات مهووسات بتقليدها في كل شيء وكانت من قبل نامئية أمورو Amuro Namie هي مهووسة المراهقات ولكن يبدو أن شهرتها بدأ فعلا بالأنحدار في هذه الفترة.
وأيضا في 1999 كان أول سنة لظهور فرقة دراغون اش Dragon Ash قلدوا الأسلوب الراب الأمريكي كان مشابها جدا للراب الأمريكي وقد كان أسلوب جديدا ومختلفا لدى اليابانيين.
أثناء التسعينات ظهرت كثير من الفرق الروك التي اشتهرت كثيرا في اليابان مثل فرقة مستر شلدرن Mr. Children وبز B'z وتوكيو Tokio، ولكن أسلوب الروك لديهم كان لطيفا مقارنة بالفرق الأخرى على سبيل المثال فرقة غلاي Glay وفرقة لاركينسيل L'Arc-en-Ciel والمغني هايد Hyde.
وفي السنوات الأخيرة (نهاية التسعينيات وبعدها) بدأت فرق البنات بالأشتهار مثل مورنغ موسومي Morning Musume وفولدر سيكس Folder 6 ودريم Dream وحققن شعبية كبيرة لدى المراهقين وكانت أسلوبهن يعتمد على البوب ولكنه يميل إلى الظرافة والرقص.
وأيضا بدأت موسيقى الهيب هوب تظهر بعد التسعينيات ومن أهم المغنيين الهيب هوب في اليابان هي مكلة البوب الياباني في التسعينيات سابقا نامئية أمورو Amuro Namie ! نعم لقد غيرت أسلوبها في السنوات الأخيرة من بوب إلى أسلوب الهيب هوب حتى انها أطلقت البوم وسمته ملكة الهيب بوب ! ويبدو أنها بدأت تسترجع شهرتها المفقودة ببطء، وأيضا من أهم المغنيين الهيب هوب كودا كومي Kumi Koda المعروفة بأثاراتها وجرأتها، وأيضا هناك فرقة زيبرا ZEEBRA وأي Ai وام فلو m-flo الذين اشتهروا بموسيقى الهيب هوب، وأيضا من الفرق فرقة ميهيمارو جي تي mihimaru GT.
ولا تزال البوب هي الموسيقى الأكثر شهرة في اليابان حتى الآن ومن المغنيين المشهورين بموسيقى البوب في الفترة الحالية هم اي اوتسوكا ai otsuka وايكو aiko وايومي هاماساكي ayumi وميكا نكشيما Mika Nakashima والمغنية المعروفة بشهرتها في مجال الغناء والانمي نانا ميزوكي nana mizuki.ومن الفرق فرقة آراشي وكاتون ونيوز وعطروإيه كيه بي48

## معرض الصور

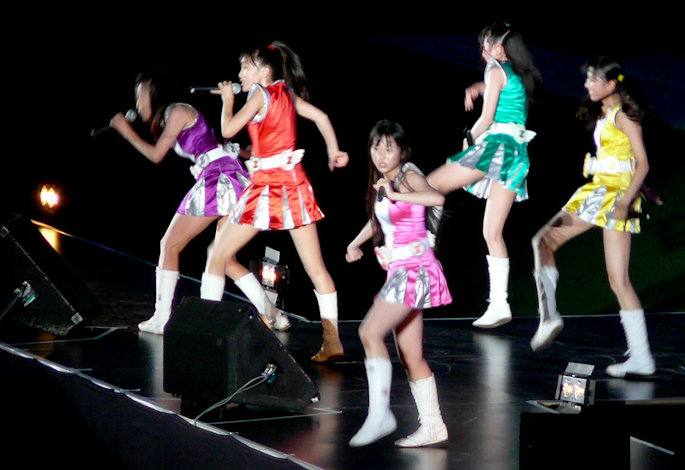
مومويرو كلوفر زد
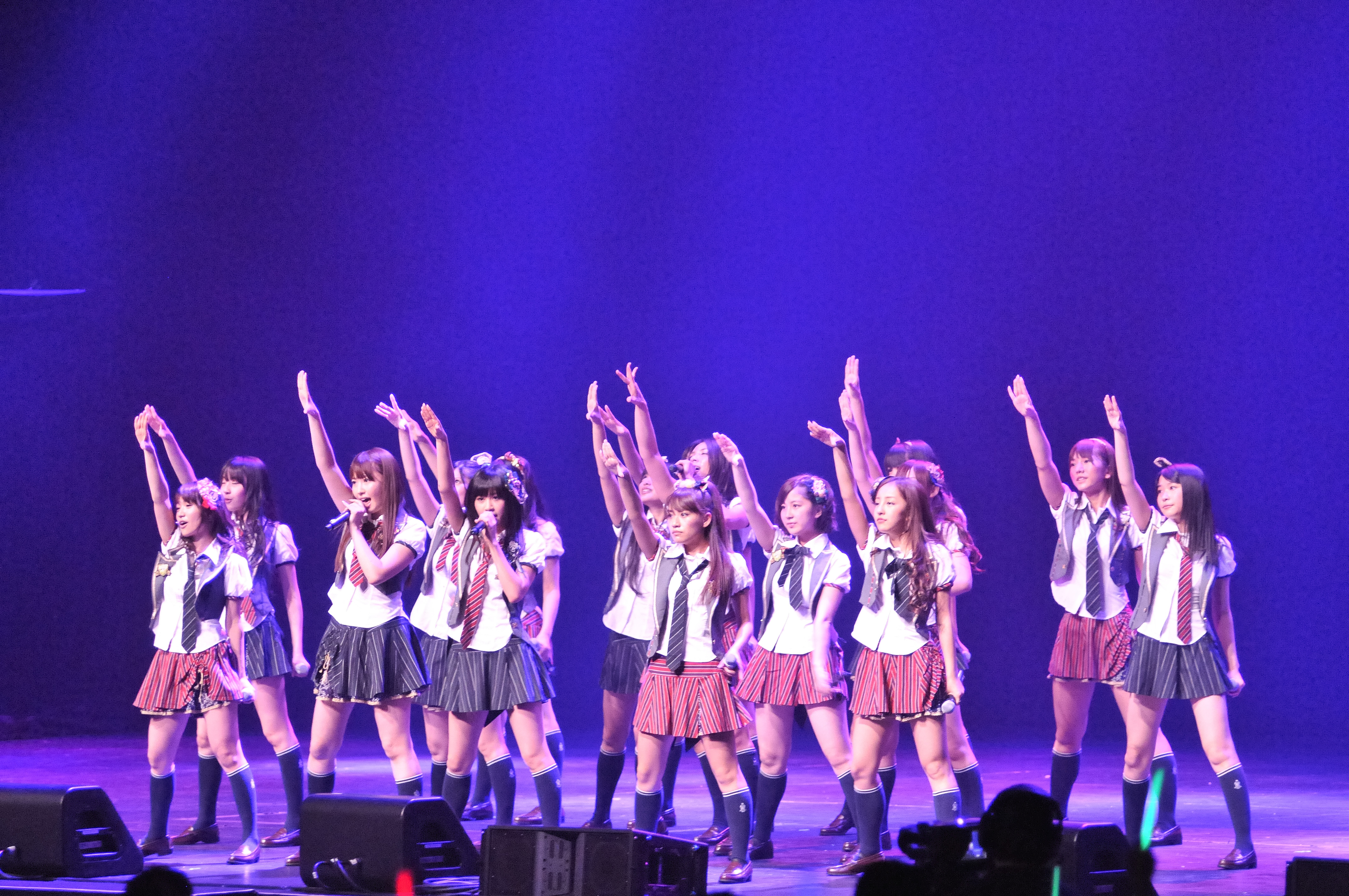
إيه كيه بي 48
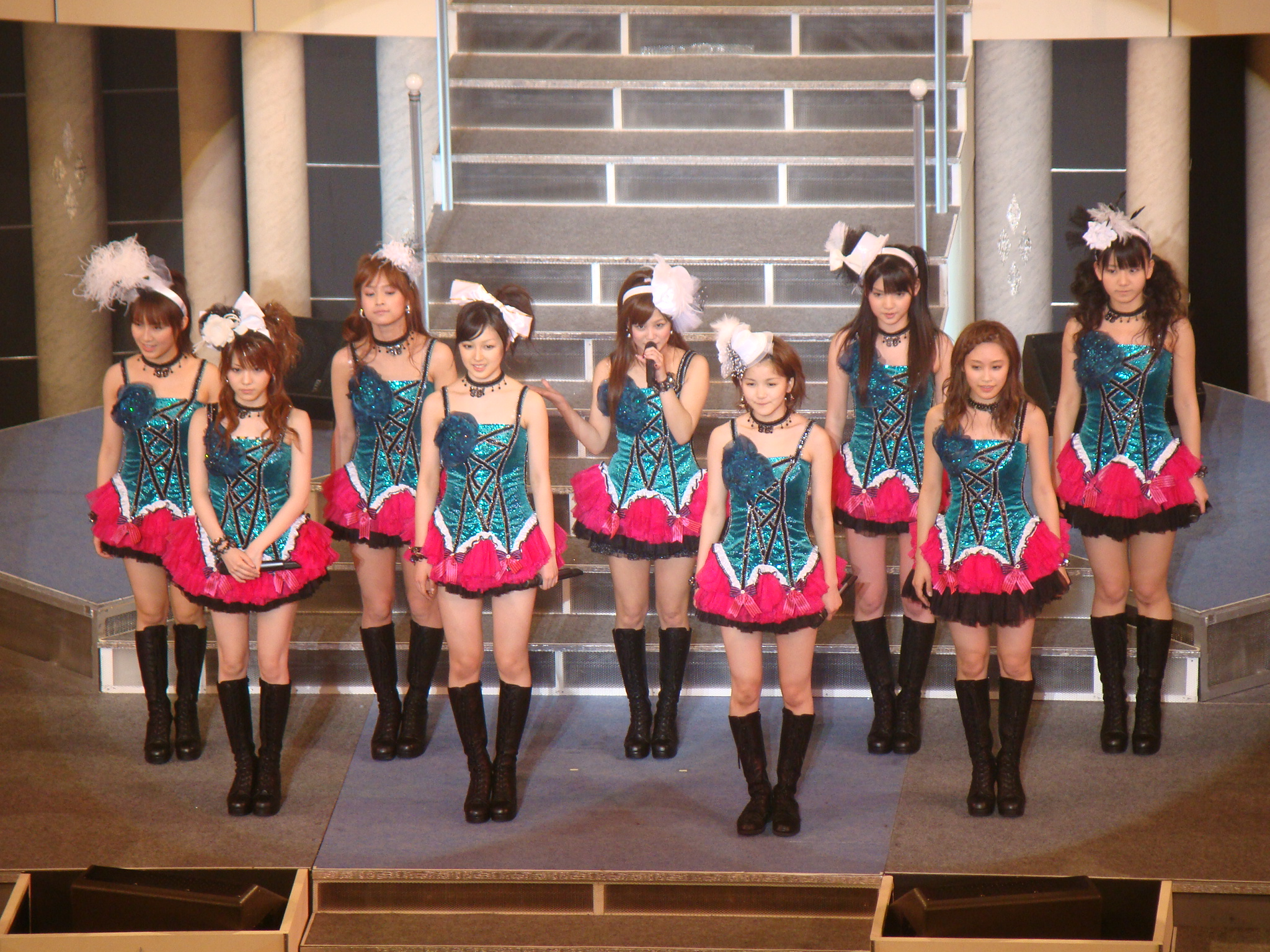
مورنغ موسومي